# Bartolomeo Bernardi
Bartolomeo Bernardi (Bologna, 1660 – Copenaghen, 1732) è stato un compositore e violinista italiano.

## Biografia
Bartolomeo Bernardi nacque a Bologna intorno al 1660; dell'infanzia e del periodo di formazione di questo compositore si conosce assai poco; si ritiene che abbia studiato sotto la guida di Giuseppe Torelli. A partire dal 1696 entrò a far parte dell'Accademia Filarmonica di Bologna, una delle più prestigiose accademie del tempo. Ciò conferma il suo talento e la sua notorietà come compositore, oltre che come strumentista (violino). Tale dato compare anche nel frontespizio delle sue dodici "Sonate da camera a tre, due violini, e violoncello col violone ò cimbalo… Opera prima", edite a Bologna nel 1692 per i tipi di Pier Maria Monti.
Diverse dediche di sue composizioni attestano il servizio musicale prestato da Bartolomeo Bernardi per la Chiesa, in particolare per l'Ordine Carmelitano. Fra esse, quella delle dieci Sonate a tré, due violini, e violoncello, con il basso per l'organo… Opera seconda, edite da C. M. Fagnani a Bologna nel 1696 (e probabilmente nello stesso anno anche ad Amsterdam da Estienne Roger e I. R. Delorme), che Bernardi dichiara di aver composto specificatamente per la "Casa di Dio".
Egli viaggiò molto: fu attivo come violinista a Bologna e a Mantova, prima di recarsi, alla fine del sec. XVII, a Copenaghen, dove fu assunto a partire dal 1703 come musico di cappella alla corte del re di Danimarca e Norvegia Federico IV e come Musikdirektor a partire dal 1711; ivi trascorse il resto della sua vita.
Se, fra i Paesi scandinavi, l'unico che coltivò qualche interesse per l'opera fu la Danimarca, ciò è dovuto anche in buona parte a Bartolomeo Bernardi, di cui vennero rappresentate, nel 1703, due opere: Il Gige fortunato il 26 agosto, per l'inaugurazione del nuovo teatro nel castello di Amalienborg, e Diana e la fortuna, il 10 ottobre. Sempre nel 1703, al Teatro Nazionale di Praga, fu inoltre rappresentata la sua opera Libussa.
Di altri melodrammi non vi è al momento attuale notizia. Per quanto concerne la produzione strumentale e vocale da camera, certamente copiosa in oltre trent'anno di attività, non riamane oggi molto, a causa dell'incendio che sconvolse Copenaghen nel 1745, in cui andò distrutta gran parte della sua produzione.
Nel 1700 furono pubblicate ad Amsterdam le Sonate a violino solo col basso continuo op. 3. Oltre a queste, sono giunte a noi una Sonata in do minore conservata a Dresda, ed una Sonata in mi minore facente parte di una raccolta miscellanea pubblicata a Bologna all'inizio del XVIII secolo.
Della produzione vocale rimangono oggi solo tre Cantate, due delle quali conservate presso la Biblioteca Reale Danese, trascritte in epoca successiva, ed una di mano di un copista coevo, "Qual di feroce tromba". Un attento studio sui testi di queste cantate, volto ad epurare alcuni errori di trascrizione presenti in quelle trascritte in epoca tarda, è stato effettuato dai Solisti Ambrosiani per la prima registrazione di queste composizioni in epoca moderna (vd. "Un Accademico filarmonico tra Corelli e Paganini", T. Pedersoli, Urania Records, 2020).
Bartolomeo Bernardi si spense a Copenaghen nel maggio 1732.

## Opere

### Concerti
- 6 Concerti per flauto, archi e continuo

### Musica da camera
- 12 Triosonate op. 1 (Pier Maria Monti, Bologna, 1692).
- 10 Triosonate op. 2 (C. M. Fagnani a Bologna, Bologna, 1696)
- 6 Sonate a violino solo op. 3 (Estienne Roger, Amsterdam, 1700)
- Sonata per violino in Do minore
- Sonata per violino in mi minore
- Cantata "Belle d'amore nemiche" (conservata presso la Biblioteca Reale Danese)
- Cantata "Sorta era l'alba" (conservata presso la Biblioteca Reale Danese)
- Cantata "Qual di feroce tromba" (MS conservato presso Staatsbibliothek, Berlin)

### Opere
- Il Gige fortunato divertimento teatrale (1703, Copenaghen)
- Diana e la Fortuna (1703 Copenhagen)

## Discografia
- "Qual di feroce tromba", Sonate e Cantate, I Solisti Ambrosiani: Tullia Pedersoli soprano, Davide Belosio violin, Claudio Frigerio cello, Enrico Barbagli organ, Emma Bolamperti harpsichord (2CD, UraniaRecords, LDV 14056, 2020)

## Spartiti
- Spartiti di Bartolomeo Bernardi su IMSLP: https://imslp.org/wiki/Category:Bernardi,_Bartolomeo
- Bartolomeo Bernardi, "Belle d'amore nemiche", Cantata per soprano e b. c. a cura di Tullia Pedersoli, formato Kindle, ASIN B093YDC5M: https://www.amazon.it/dp/B093YDC5MP